# Harry Graham (SOE)
Pour les articles homonymes, voir Harry Graham.
Harry Graham (1910-1945)  fut, pendant la Seconde Guerre mondiale, un agent du service secret britannique Special Operations Executive.
Situation militaire :
- Royal Artillery
- SOE, section F ; grade : sergeant ; matricule : 800964

## Famille
- Ses parents : George et Margaret Nicholson Graham
- Sa femme : Mary Agnes Graham, Carlisle

## Éléments biographiques
Harry Huntington Graham naît le 13 juillet 1910, à Carlisle.
Spécialisé dans les coups de main, il est parachuté comme saboteur, membre de l’équipe SCULLION 2, en août 1943. Il est arrêté au retour.
Il est exécuté en captivité, le 29 mars 1945, à Flossenbürg. Il a 34 ans.

## Reconnaissance

### Distinction
- Royaume-Uni : Mentioned in Despatches.

### Monuments
- En tant que l'un des 104 agents du SOE section F morts pour la France, Harry Graham est honoré au mémorial de Valençay (Indre).
- Brookwood Memorial, Surrey, panneau 2, colonne 3.
- Musée du camp de Flossenbürg : une plaque, inaugurée le 22 juillet 2007, rend hommage à Harry Graham parmi quinze agents du SOE exécutés.